# (9290) 1981 TT
(9290) 1981 TT (1981 TT, 1981 UE11, 1991 OT) — астероїд головного поясу, відкритий 6 жовтня 1981 року.
Тіссеранів параметр щодо Юпітера — 3,594.